# 블러드 레이크: 어택 오브 더 킬러 램프리
《블러드 레이크: 어택 오브 더 킬러 램프리》(영어: Blood Lake: Attack of the Killer Lampreys)는 미국에서 제작된 제임스 컬런 브레색 감독의 2014년 공상 과학 공포 영화이다. 2014년 5월 25일 애니멀 플래닛을 통해 처음 선을 보였다. 섀넌 도허티 등이 주연으로 출연하였다.

## 출연
- 섀넌 도허티 - 케이트 파커 역
- 제이슨 브룩스 - 마이클 파커 역
- 크리스토퍼 로이드 - 시장 브루스 애커먼 역
- 시어라 해나 - 니콜 파커 역
- 레이철 트루 - 마시 역